# Trittico degli Uffizi
Il Trittico degli Uffizi è un dipinto tempera su tavola di Andrea Mantegna, databile al 1460 circa e conservato nella Galleria degli Uffizi a Firenze. L'opera è composta da tre pannelli riuniti solo nel XIX secolo, la cui reale coesione come trittico è messa in dubbio da molti storici dell'arte. Si tratta dell'Ascensione di Cristo (86x42,50), l'Adorazione dei Magi (76x76,5 cm) e la Circoncisione (86x42,50 cm).

## Storia

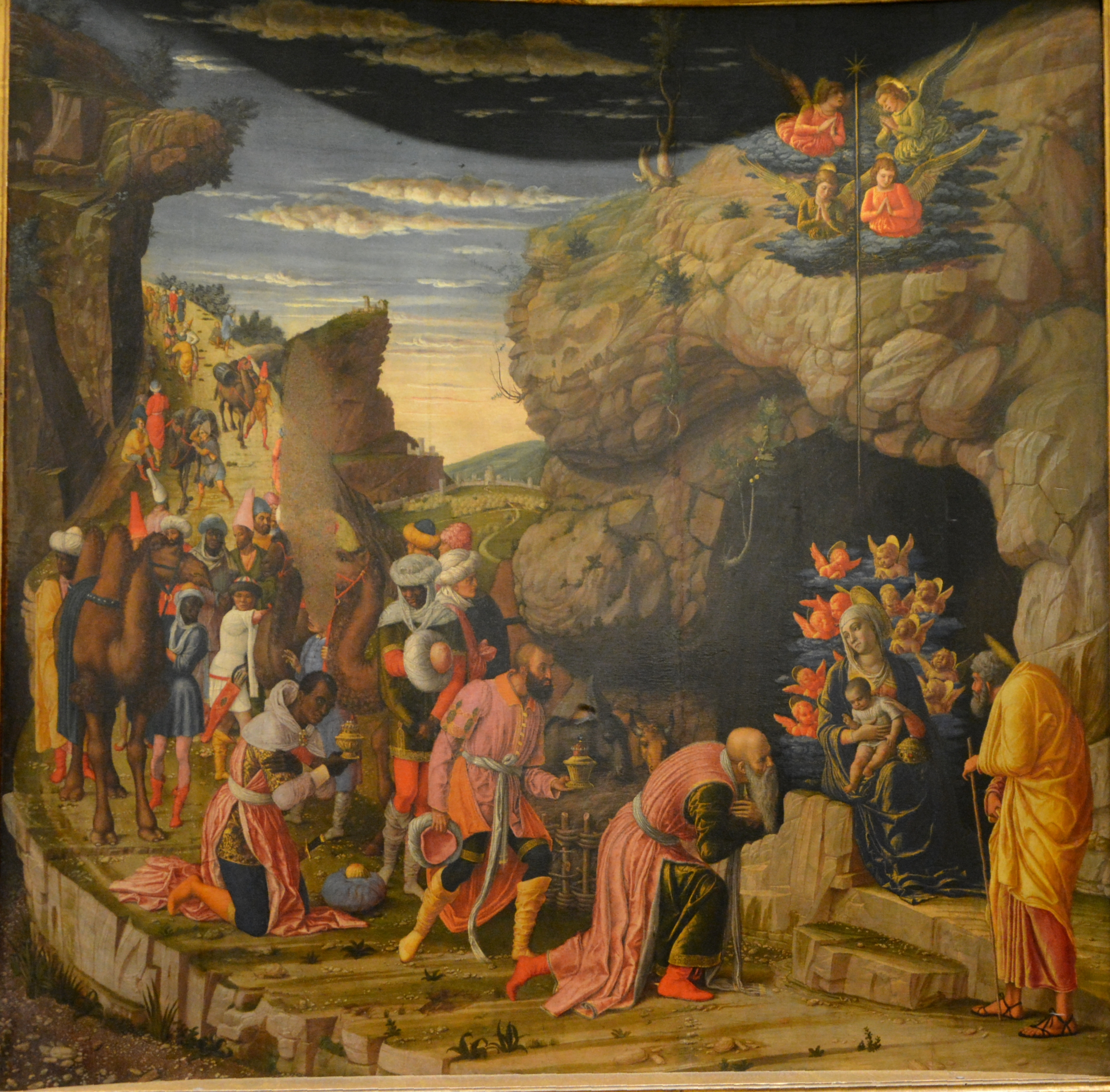
Adorazione dei Magi

La maggior parte degli studiosi ritiene questi tre dipinti come facenti parte della decorazione della cappella privata del marchese Ludovico III Gonzaga nel Castello di San Giorgio di Mantova, ai quali si riferirebbero due lettere datate aprile 1464 inviate da Mantegna al marchese e la menzione vasariana di "una tavoletta [di Mantegna], nella quale sono storie di figure non molto grandi ma bellissime [...] nel castello di Mantova, per la cappella".
Altri (come Fiocco), non potendo spiegare l'arrivo a Firenze dell'opera, la collocano invece come lavoro eseguito in Toscana durante uno dei due viaggi dell'artista, datati 1466 e 1467. Ragioni stilistiche legano l'opera però all'ultimo periodo padovano dell'artista (concluso nel 1459), piuttosto che alla fase maturamente mantovana.
In ogni caso la menzione più antica sicuramente accertata dell'opera è del 1587, quando si trovava, smembrata, a Valle Muggia, presso Pistoia, tra le proprietà di Don Antonio de' Medici. Nel 1632, tramite passaggi ereditari, l'opera entrò nelle collezioni granducali, dove era già smembrata e con l'Adorazione dei Magi che veniva attribuita a Botticelli. La ricomposizione dell'opera avvenne nel 1827, con la nuova cornice neorinascimentale intagliata e dorata che sopperisce alle diversità tra la tavola centrale (quasi quadrata e leggermente concava) e quelle laterali.
La maggior parte della critica moderna sottolinea l'incongruenza di questo assemblaggio, sottolineando le differenze, oltre che di formato e forma, anche di ambientazione e qualità pittorica, soprattutto tra la Circoncisione e le altre due tavole. Roberto Longhi dubitò che le tre tavole fossero state concepite unitariamente e ipotizzò che avessero diversa funzione all'interno però della stessa cappella, dove incluse anche la tavola della Morte della Vergine al Prado, compresa la sua appendice segata via dal coronamento in epoca imprecisata della tavoletta con Cristo con l'animula della Vergine. Secondo lui la Circoncisione andò a sostituire il pannello della Morte della Vergine quando si decise di limitare le "Storie" alla sola vita di Cristo.

## Descrizione e stile

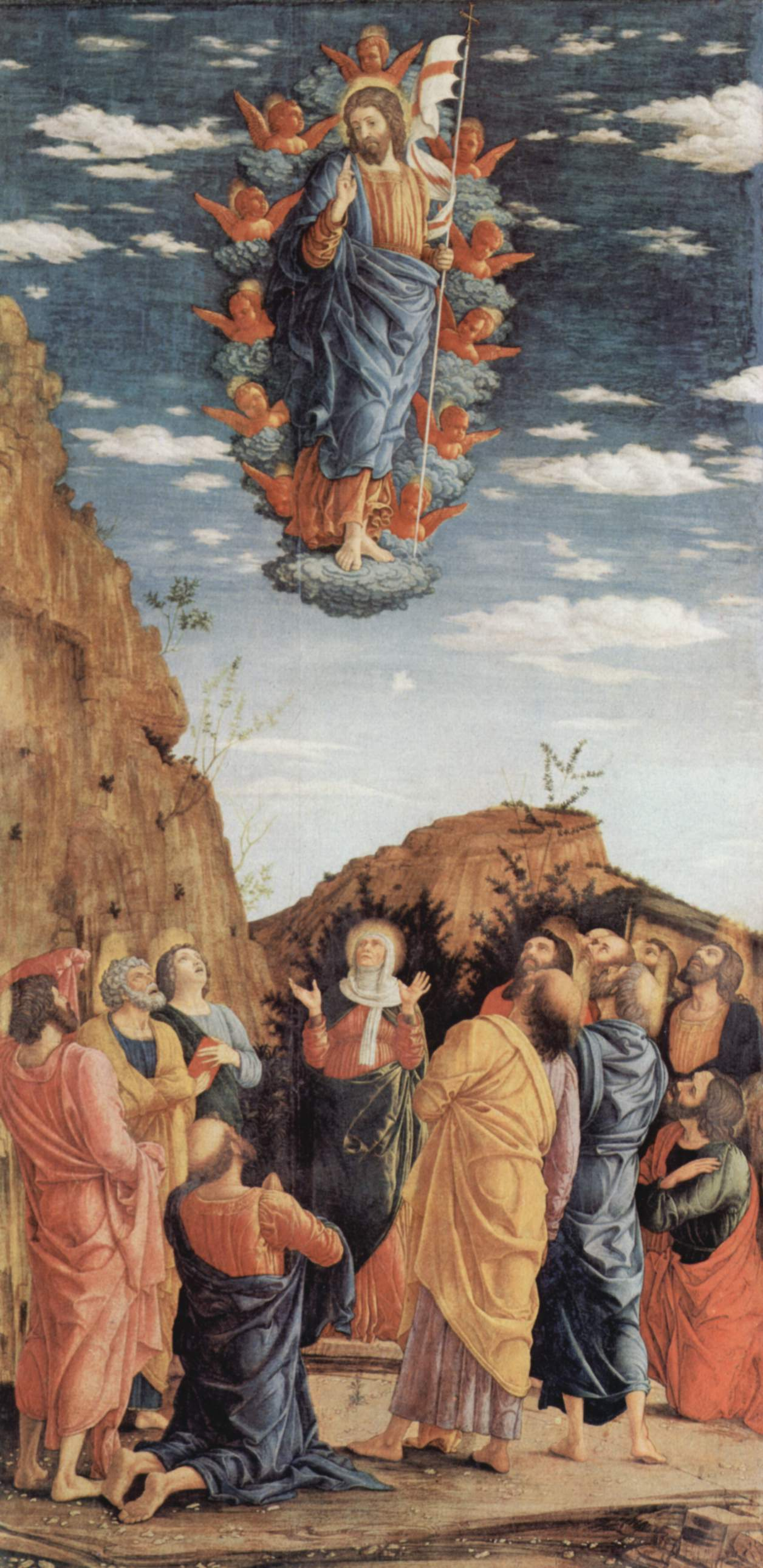
Ascensione

Le differenze tra i tre dipinti sono evidenti anche guardando a elementi stilistici. Ad esempio ognuno di essi presuppone una fonte luminosa diversa e l'ambientazione in esterno dell'Ascensione e dell'Adorazione dei Magi differisce dal ricco interno della Circoncisione. La forma leggermente concava dell'Adorazione ha fatto pensare a una sua collocazione entro una nicchia o un'absidiola centrale.

### Ascensione
Dei tre dipinti, l'Ascensione è quello con uno schema più rigido e severo, che esalta però il senso mistico della scena. Diviso in due fasce orizzontali, in quella inferiore mostra la Vergine e gli apostoli che, in cerchio attorno al sepolcro, guardano con gesti di sorpresa il Cristo che ascende nella metà superiore, poggiante su una nuvola e circondato da una mandorla celeste dove si trovano i serafini (angeli rossi), mentre fa un gesto di benedizione e regge nella mano sinistra la bandiera crociata, segno di trionfo.
Il paesaggio è brullo e pietroso, simile a quello della Crocifissione del Louvre (dalla predella della Pala di San Zeno), con un cielo terso, punteggiato di nuvole e digradante di tonalità, via via più chiare all'avvicinarsi all'orizzonte.
Esiste un disegno preparatorio in carta grigio-verde con lumeggiature bianche delle teste degli apostoli, conservato nel Fogg Art Museum di Cambridge (Massachusetts).

### Adorazione dei Magi

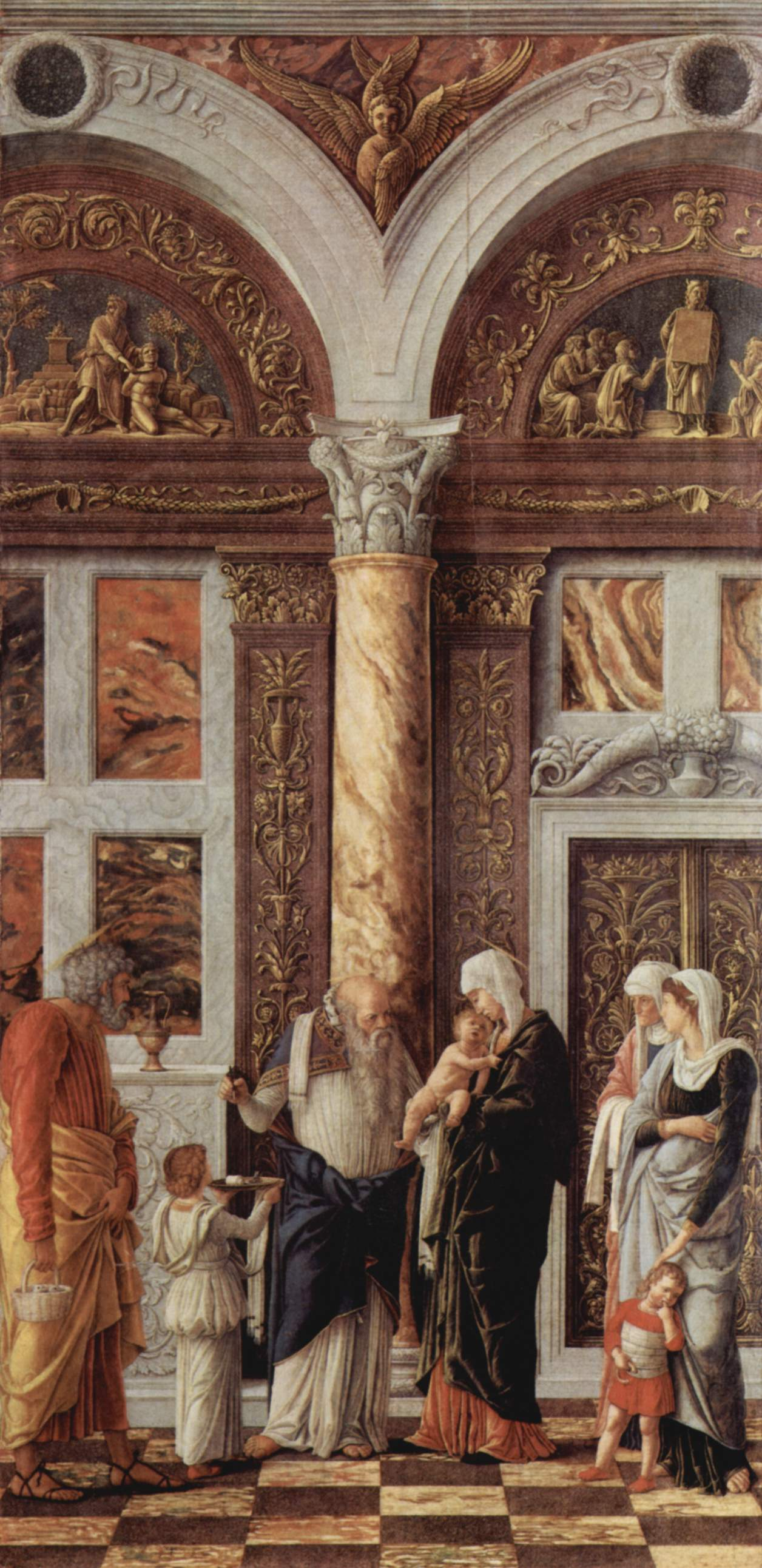
Circoncisione

L'Adorazione dei Magi è forse l'opera più vivace e variopinta di Mantegna. Il corteo dei Magi arriva da una strada che si inerpica in lontananza, in una strada tortuosa tra speroni di roccia, ed arriva in primo piano verso la grotta della Natività. Qui nell'arco scuro dell'apertura, sta la Vergine col Bambino entro una mandorla di serafini che sottolineano il gruppo sacro, mentre a destra si trova la figura curva e canuta di san Giuseppe. In alto quattro angeli pregano sulla grotta, mentre il bue e l'asinello sono in disparte, a sinistra dell'ingresso. I tre Magi si stanno inginocchiando: Mantegna evita il tradizionale ritmo progressivo che vede un re in piedi, uno nell'atto di piegarsi e uno già inginocchiato in favore di una disposizione più libera. Sapientemente le linee di forza della scena convogliano lo sguardo dello spettatore verso il Bambino, che sta benedicendo Gasparre, colto in un inchino composto e riverente.
Il corteo, come frequente in questo tipo di rappresentazione, è animato da un gran numero di personaggi e animali esotici, tra cui si riconoscono turbanti all'orientale, cappelli alla bizantina, personaggi di colore e un arciere mongolo.
Al centro si trova una grossa lacuna, già coperta da una grossolana ridipintura eliminata nell'ultimo restauro dell'opera.

### Circoncisione
La Circoncisione è la scena più raffinata del trittico, dove Mantegna ricrea appieno un interno classicheggiante, con una profusione di eleganti decorazioni che non si ritrova in nessuna altra sua opera di questo formato. Iconograficamente presenta una rara unione di due episodi, cioè la presentazione al Tempio e la circoncisione. L'atto del sacerdote rimanda infatti al secondo episodio, non frequentemente raffigurato nell'arte del tempo, mentre il resto della scena fa riferimento alla presentazione: vi compaiono infatti la profetessa Anna e san Giuseppe che porta in offerta due tortore, necessarie per il rito di purificazione di Maria, che avveniva, secondo il rito ebraico, dopo la nascita del primo figlio maschio. La contaminazione dei due episodi, che secondo i Vangeli avvennero rispettivamente otto e quaranta giorni dopo la nascita di Gesù, si trova unificata nel vangelo apocrifo dello Pseudo-Matteo, dove si cita una seconda circoncisione avvenuta in occasione del rito di purificazione della madre. Una copia manoscritta di tale testo è ricordata tra i libri della biblioteca dei Gonzaga nel 1407, e non è inverosimile che Mantegna potesse averla usata come fonte.
Al centro della scena è collocato il vecchio sacerdote, curvo e canuto ma con un'espressione e una gestualità ferma e consapevole, che direziona lo sguardo dell'osservatore verso il Bambino tra le braccia della Vergine. Egli tiene in mano il coltellino rituale, preso da un vassoio con altri strumenti necessari al rito che gli viene offerto da un giovane inserviente di spalle, abbigliato con un'ampia tunica legata in vita e ai fianchi all'antica. A destra si trovano, oltre alla già citata Anna, l'anziana inserviente del tempio, una donna con un bambino per mano, che mangia una ciambella, che alcuni hanno voluto identificare con sant'Elisabetta e san Giovannino, anche se la mancanza delle aureole fa piuttosto pensare a figure di passaggio.
|  |  |

Straordinariamente sontuosa è la decorazione della stanza, con un'ornamentazione scultorea all'antica degna della sensibilità di un archeologo. Al centro, in asse con il gruppo principale di figure, campeggia una grande colonna in marmo screziato, che regge, con un capitello fantasiosamente ispirato all'ordine corinzio, due archi a tutto sesto, decorati da ghirlande che contengono medaglioni di scuro marmo serpentino, e nastri svolazzanti. Accanto alla colonna si ergono due paraste in porfido, decorate da elaborate candelabre dorate, che trovano riscontro nelle architetture in rovina del San Sebastiano di Vienna. Esse reggono due architravi nel medesimo materiale, decorate da festoni e conchiglie, sui quali poggiano due archi simili, che contengono due lunette con scene figurate in monocromo: si tratta del Sacrificio di Isacco e della Consegna delle tavole della Legge (vi si riconosce Mosè con le tipiche corna), due avvenimenti che prefigurano simboleggiano la fedeltà alla legge divina e che secondo la Legenda Aurea di Jacopo da Varagine alludono al rito della presentazione: non di rado si trovano riferimenti a Mosè nelle scene di presentazione al Tempio, come ad esempio (per restare agli Uffizi), in quella di Ambrogio Lorenzetti del 1342. In alto lo spazio tra gli archi è occupato da un cherubino dorato. Sotto gli archi invece la decorazione è affidata a un paramento marmoreo bianco decorate da preziose specchiature marmoree: a sinistra si trova una mensola sopra un blocco scolpito a girali a bassorilievo; a destra si trova una fastosa porta, con ante decorate in maniera simile alle paraste e con l'architrave sormontata da bassorilievi di cornucopie e un vaso biansato con nastri annodati. Il pavimento è a scacchi marmorei, scorciati in prospettiva.
Un termine ante-quem per questa tavola, individuato dal Longhi, è una miniatura di Liberale da Verona datata 1473 dove viene riprodotta l'architettura del tempio. Un recente restauro ha eliminato alcune ridipinture sulla tavola ed ha evidenziato ulteriormente il divario stilistico tra questa opera e gli altri due pannelli del trittico.
Esiste un disegno della Vergine col Bambino nella Hamburger Kunsthalle che è considerato uno studio autografo per la stesura finale del dipinto, oppure un lavoro derivato da un copista (Tietze-Conrat, Fiocco e Ragghianti).

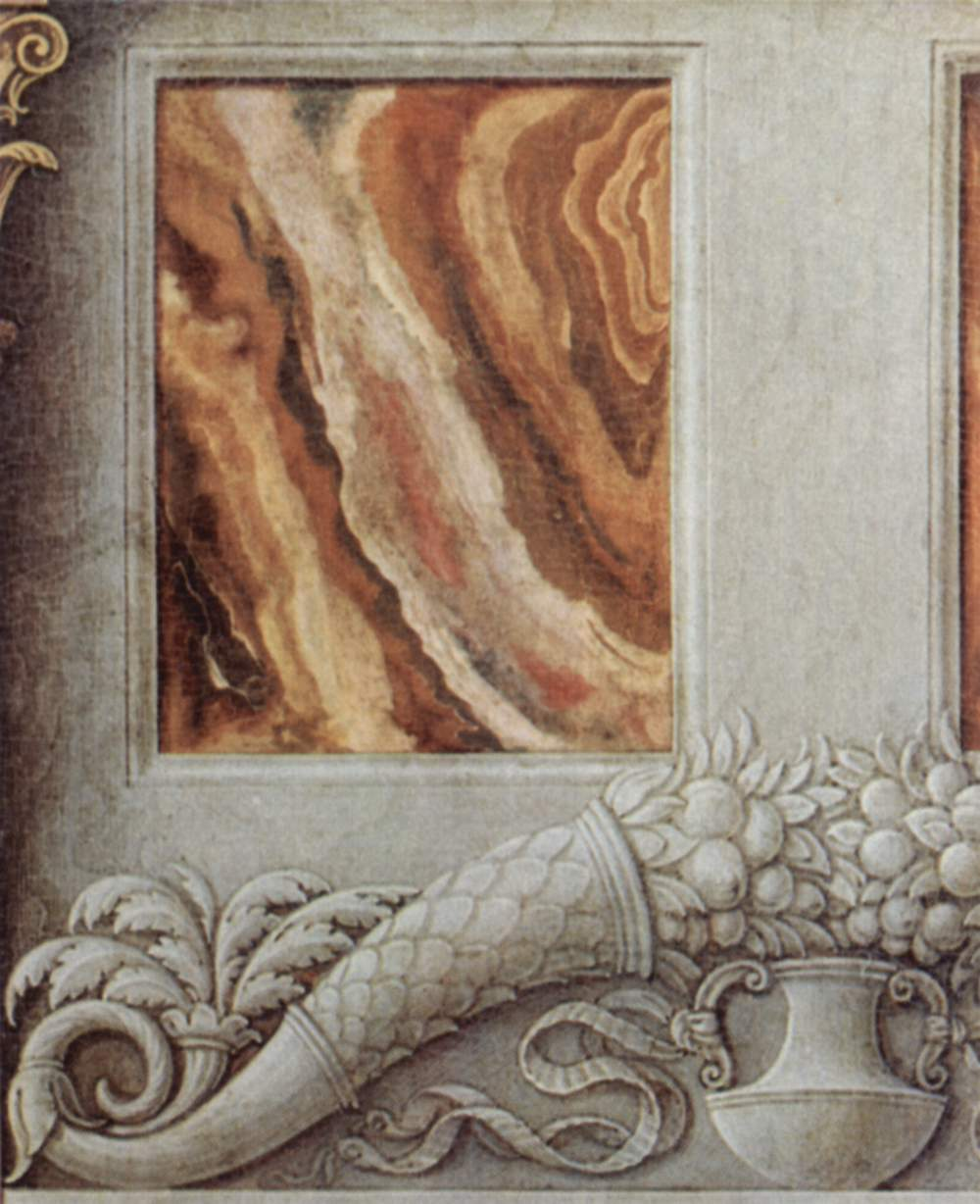
Dettaglio della Circoncisione